# Ministero dell'economia e delle finanze (Uruguay)
Il Ministero dell'economia e delle finanze dell'Uruguay (MEF) (in spagnolo: Ministerio de Economía y Finanzas de Uruguay) è un dicastero del governo dell'Uruguay responsabile della gestione, del miglioramento e del rafforzamento delle finanze dell'Uruguay attraverso determinati organi competenti. Questo ministero è responsabile della contabilizzazione dei profitti del paese attraverso le importazioni e le esportazioni. È inoltre responsabile della richiesta e del pagamento dei prestiti e della gestione del denaro speso per le diverse distribuzioni statali, per le quali il bilancio nazionale viene presentato al Parlamento. L'attuale ministro dell'economia e delle finanze è Azucena Arbeleche, che ricopre la carica dal 1º marzo 2020.

## Creazione
Il Ministero dell'economia e delle finanze (MEF) è stato creato come Ministero delle finanze dalla Legge dell'8 marzo 1830, ma il 7 gennaio 1970 con l'articolo 103, la Legge n. 13.835 cambia il suo nome in Ministero dell'Economia e delle Finanze assegnando oltre ai compiti del precedente, tutti quelli che derivano o servono come mezzo per svolgere il proprio ruolo principale di leadership superiore della politica economica e finanziaria nazionale.

## Elenco dei ministri
Lista dei ministri dell'economia e delle finanze dell'Uruguay dal 1943:
| Ministro                 | Partito            | Inizio | Fine      |
| ------------------------ | ------------------ | ------ | --------- |
| Ricardo Cossio           | Partito Colorado   | 1943   | 1945      |
| Héctor Álvarez Cina      | Partito Colorado   | 1946   | 1946      |
| Ledo Arroyo Torres       | Partito Colorado   | 1947   | 1949      |
| Nilo R. Berchesi         | Partito Colorado   | 1950   | 1950      |
| Héctor Álvarez Cina      | Partito Colorado   | 1951   | 1951      |
| Eduardo Acevedo Álvarez  | Partito Colorado   | 1952   | 1954      |
| Armando Malet            | Partito Colorado   | 1955   | 1956      |
| Ledo Arroyo Torres       | Partito Colorado   | 1956   | 1957      |
| Amílcar Vasconcellos     | Partito Colorado   | 1957   | 1958      |
| Juan Eduardo Azzini      | Partito Nazionale  | 1959   | 1962      |
| Salvador Ferrer Serra    | Partito Nazionale  | 1963   | 1963      |
| Raúl Ybarra San Martín   | Partito Nazionale  | 1964   | 1964      |
| Daniel H. Martins        | Partito Nazionale  | 1965   | 1965      |
| Dardo Ortiz              | Partito Nazionale  | 1966   | 1967      |
| Amílcar Vasconcellos     | Partito Colorado   | 1967   | 1967      |
| Carlos Végh Garzón       | Partito Colorado   | 1967   | 1967      |
| César Charlone           | Partito Colorado   | 1967   | 1970      |
| Armando Malet            | Partito Colorado   | 1970   | 1970      |
| César Charlone           | Partito Colorado   | 1970   | 1971      |
| Carlos M. Fleitas        | Partito Colorado   | 1971   | 1972      |
| Francisco Forteza        | Partito Colorado   | 1972   | 1972      |
| Moisés Cohen Berro       | Partito Colorado   | 1972   | 1973      |
| Manuel Pazos¹            | Partito Colorado   | 1973   | 1974      |
| Alejandro Végh Villegas¹ | Partito Colorado   | 1974   | 1976      |
| Valentín Arismendi¹      | senza affiliazione | 1976   | 1982      |
| Walter Lusiardo Aznárez¹ | senza affiliazione | 1982   | 1983      |
| Alejandro Végh Villegas¹ | Partito Colorado   | 1983   | 1985      |
| Ricardo Zerbino          | Partito Colorado   | 1985   | 1990      |
| Enrique Braga            | Partito Nazionale  | 1990   | 1992      |
| Ignacio de Posadas       | Partito Nazionale  | 1992   | 1995      |
| Daniel H. Martins        | Partito Nazionale  | 1995   | 1995      |
| Luis Mosca               | Partito Colorado   | 1995   | 2000      |
| Alberto Bensión          | Partito Colorado   | 2000   | 2002      |
| Alejandro Atchugarry     | Partito Colorado   | 2002   | 2003      |
| Isaac Alfie              | Partito Colorado   | 2003   | 2005      |
| Danilo Astori            | Fronte Ampio       | 2005   | 2008      |
| Álvaro García Rodríguez  | Fronte Ampio       | 2008   | 2010      |
| Fernando Lorenzo         | Fronte Ampio       | 2010   | 2013      |
| Mario Bergara            | Fronte Ampio       | 2013   | 2015      |
| Danilo Astori            | Fronte Ampio       | 2015   | 2020      |
| Azucena Arbeleche        | Partito Nazionale  | 2020   | in office |

¹ Ministri della Dittatura civile-militare (1973-1985).